# 바이칼스크

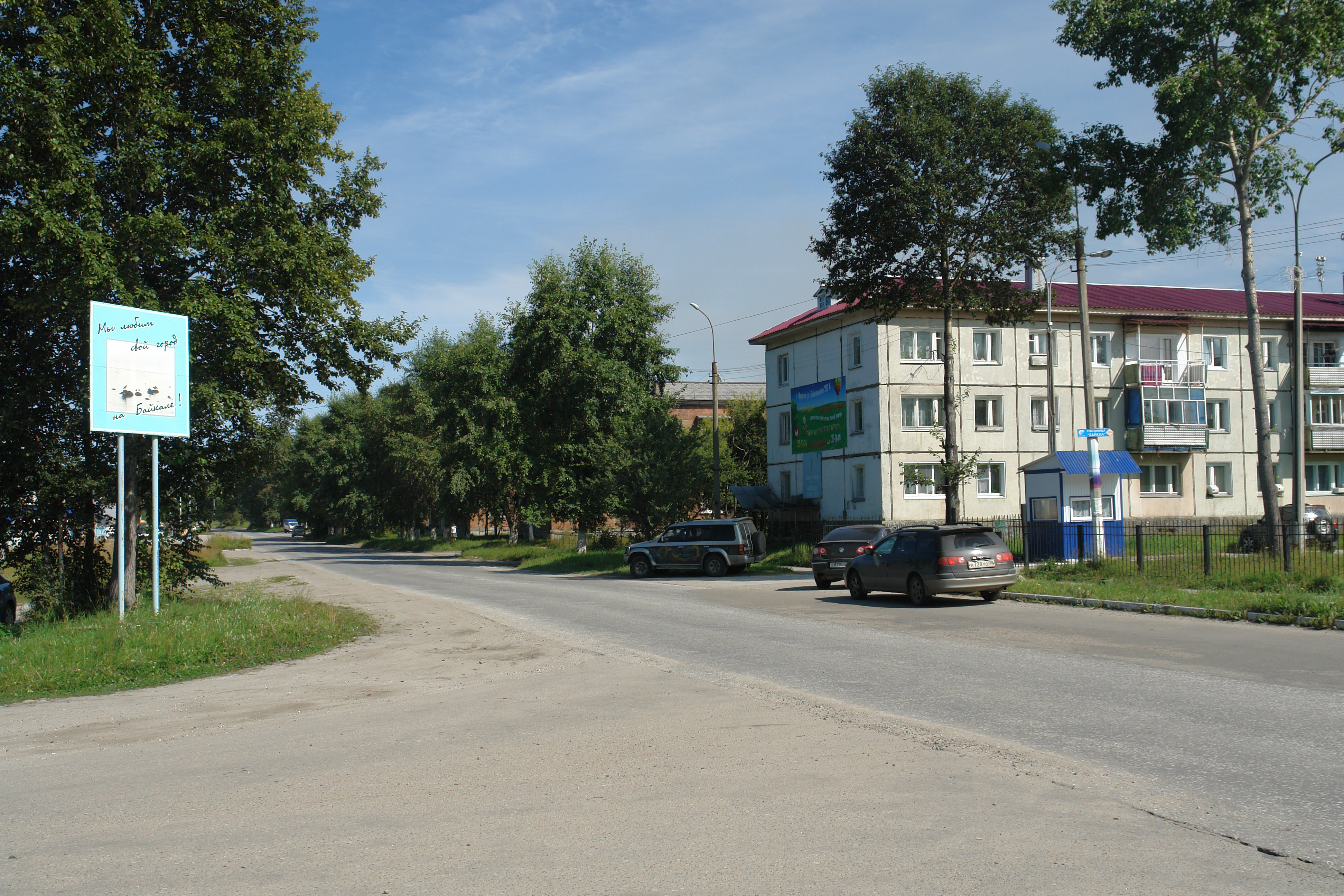

바이칼스크(러시아어; Байкальск)는 이르쿠츠크 주 슬류댠스키 군에 속해있는 도시이다. 인구는 1만6,500명(2001년)이다. 이도시는 남쪽으로는 바이칼호가 있고, 북쪽으로 162km지점에 이르쿠츠크가 위치해 있다.